# Metapenaeus demani
Metapenaeus demani är en kräftdjursart som först beskrevs av Roux 1921.  Metapenaeus demani ingår i släktet Metapenaeus och familjen Penaeidae.

## Underarter
Arten delas in i följande underarter:
- M. d. demani
- M. d. stephani